# إلينغتون (كونيتيكت)
إلينغتون (بالإنجليزية: Ellington, Connecticut) هي town of Connecticut تقع في الولايات المتحدة في كونيتيكت. يقدر عدد سكانها بـ 12,921 نسمة ومساحتها 89.6 كم2 وترتفع عن سطح البحر 75 متر.